# Instituto Internacional de Gestión del Agua
El Instituto Internacional de Gestión del Agua (IWMI por sus siglas en inglés) es un organismo internacional sin ánimo de lucro para la investigación de gestión del agua. Depende de CGIAR (designación actual del antiguo Grupo Consultivo para la Investigación Agrícola Internacional) y tiene su sede principal en Colombo, Sri Lanka, y oficinas en África y Asia. La investigación del IWMI se centra en mejorar la gestión de los recursos hídricos y de tierra agrícola, con el objetivo de apoyar la seguridad alimentaria y reducir la pobreza a la vez que se protege el medio ambiente.
Su investigación se dedica a: disponibilidad y acceso al agua, incluida la adaptación al cambio climático; cómo se usa el agua y cómo se puede usar de manera más productiva; calidad del agua y su relación con la salud y el medio ambiente; y cómo las sociedades gobiernan sus recursos hídricos. 
En 2012, el IWMI recibió el prestigioso Premio del agua de Estocolmo otorgado por el Instituto Internacional del Agua de Estocolmo (SIWI) por su investigación pionera, que ha ayudado a mejorar la gestión del agua para la agricultura, potenciar la seguridad alimentaria, proteger la salud ambiental y aliviar la pobreza en los países en desarrollo. 
El IWMI es miembro de CGIAR, una asociación mundial de investigación que une a organizaciones dedicadas a la investigación para el desarrollo sostenible, y lidera el programa de esta asociación sobre agua, tierra y ecosistemas. El IWMI también participa en los programas de CGIAR sobre: sistemas agrícolas acuáticos; cambio climático, agricultura y seguridad alimentaria; sistemas de tierras secas; y sistemas integrados para el trópico húmedo.

## Historia

### Inicialmente centrado en el riego
El Instituto fue fundado con el nombre de Instituto Internacional de Gestión del Riego]] (IIMI por sus siglas en inglés) en 1985 por la Fundación Ford y el Gobierno de Sri Lanka, con el apoyo del Grupo Consultivo sobre Investigación Agrícola Internacional y el Banco Mundial. Durante la Revolución verde de las décadas de 1940 a 1970, se gastaron miles de millones de dólares en la construcción de sistemas de riego a gran escala. Estos contribuyeron, junto con nuevos fertilizantes, pesticidas y variedades de semillas de alto rendimiento, a ayudar a muchos países a producir mayores cantidades de cultivos alimentarios. Sin embargo, a mediados de la década de 1980, estos sistemas de riego ya no funcionaban de manera eficiente; se encargó al IIMI averiguar por qué.
Los investigadores de IIMI descubrieron que los problemas que afectaban el riego eran a menudo más institucionales que técnicos. Abogó por la "gestión participativa del riego" (PIM por sus siglas en inglés) como solución, un enfoque que buscaba involucrar a los agricultores en las decisiones de gestión del agua. En 1992, la Cumbre de la Tierra de Río de Janeiro respaldó a este enfoque al recomendar que se descentralizara la gestión del agua, y que los agricultores y otras partes interesadas desempeñaran un papel más importante en la gestión de los recursos naturales. Aunque inicialmente encontró resistencia, la PIM pasó a convertirse en el statu quo para los gobiernos y las principales agencias de crédito. El IIMI se convirtió en miembro del sistema CGIAR en 1991.

### Perspectiva más amplia
A mediados de la década de 1990, la competencia por los recursos hídricos estaba aumentando, debido a una población mundial más grande, ciudades en expansión y aplicaciones industriales cada vez mayores. Ver el riego de forma aislada ya no era relevante para la situación global. Se necesitaba un nuevo enfoque que lo considerara dentro de un contexto de cuenca fluvial, que abarcara a los usuarios competitivos y al medio ambiente. IIMI comenzó a desarrollar nuevos campos de investigación, en temas como cuencas abiertas y cerradas, contabilidad del agua, sistemas de usos múltiples, instituciones de cuencas, análisis de sensores remotos y caudal ecológico. En 1998, su nombre cambió a Instituto Internacional de Gestión del Agua (con lo que sus siglas en inglés pasaron a ser IWMI), lo que refleja este nuevo enfoque más amplio.
Aunque se estaba haciendo evidente que el agua ya no podía ser considerada un "recurso infinito", como había sido el caso en la década de 1950 cuando había menos gente en el planeta, nadie sabía cuán escaso era el recurso. Esto llevó a IWMI a intentar averiguarlo. Su investigación culminó con la publicación de Agua para alimentos, agua para la vida: una evaluación integral de la gestión del agua en la agricultura. Un mapa dentro del informe mostró que un tercio de la población mundial ya sufría de escasez de agua. El informe definió la escasez física de agua como la situación en la que no hay recursos hídricos suficientes para satisfacer las demandas de la población, y la escasez económica de agua si los requisitos de agua no se satisfacen debido a la falta de inversión en agua o en formación.

### Evitar una crisis mundial del agua
El enfoque de IWMI para definir la escasez de agua proporcionó un nuevo contexto dentro del cual se centró posteriormente el debate científico sobre la disponibilidad de agua. Por ejemplo, el tema del Día Mundial del Agua de las Naciones Unidas en 2007 fue Hacer frente a la escasez de agua. El Worldwatch Institute de EE. UU. incluyó un capítulo sobre la gestión del agua en su evaluación State of the World 2008 e informes publicados en 2009 por el Foro Económico Mundial y la UNESCO concluyeron que la escasez de agua era una amenaza mayor que la crisis financiera mundial. El Dr. Rajendra K. Pachauri, presidente del Grupo Intergubernamental de Expertos sobre el Cambio Climático (IPCC por sus siglas en inglés), también destacó la escasez de agua en la Conferencia Nobel de 2009.
Si las tendencias actuales continúan, se espera que el uso mundial anual de agua aumente en más de dos billones (europeosː un millón de millones) de metros cúbicos para 2030, alcanzando los 6,9 billones de metros cúbicos. Eso equivale a un 40 % más de lo que pueden proporcionar los suministros de agua disponibles. En la Semana Mundial del Agua de Estocolmo 2010, el IWMI destacó un plan de 6 puntos para evitar una crisis del agua: 1) recopilar datos de alta calidad sobre los recursos hídricos; 2) cuidar mejor el medio ambiente; 3) reformar la forma en que se gobiernan los recursos hídricos; 4) revitalizar cómo se usa el agua para la agricultura; 5) gestionar mejor las demandas urbanas y municipales de agua; y 6) involucrar a las personas marginadas en la gestión del agua. 
En 2011, IWMI celebró su 25 aniversario encargando una serie de ensayos sobre agricultura y desarrollo.

## Utilizar la gestión del agua para reducir la pobreza
El trabajo del IWM en Guyarat, India, ejemplifica cómo mejorar la gestión del agua puede influir en los medios de vida de las personas. Dicho estado indio enfrentó el problema dual de las empresas de servicios públicos de electricidad en quiebra y el agotamiento del agua subterránea tras la introducción de subsidios de electricidad a los agricultores alrededor de 1970. La situación surgió porque los subsidios permitieron a los agricultores bombear agua subterránea fácilmente desde profundidades cada vez mayores, y porque no se pagaba a las empresas el coste de la electricidad que producían. Tanto el Banco Asiático de Desarrollo como el Banco Mundial indicaron que los gobiernos debían reducir los subsidios a la electricidad y cobrar a los agricultores en función del consumo de energía medido por un contador. Sin embargo, cuando algunos gobiernos estatales intentaron hacerlo, los agricultores formaron grupos de presión tan poderosos que varios ministros en jefe perdieron sus escaños. Era evidente que se requería una solución distinta.
Los científicos del IWMI que estudiaron el problema sugirieron que los gobiernos introdujeran un "racionamiento inteligente" del suministro de energía agrícola separando los cables de alimentación que transportaban electricidad a los agricultores de los que suministraban a otros usuarios rurales, como hogares e industrias. Luego se proporcionaría a los agricultores un suministro de energía de alta calidad durante un número determinado de horas cada día a un precio que pudieran pagar. Finalmente, el estado de Gujarat decidió incluir estas recomendaciones en un programa más amplio para reformar el servicio de electricidad. 
Un estudio realizado posteriormente halló que los impactos de estas recomendaciones fueron mucho mayores de lo previsto. Antes del cambio, los propietarios de pozos entubados habían tenido a las comunidades rurales como rehenes mediante el "robo" de energía para el riego. Después de que se separaron los cables, los hogares rurales, las escuelas y las industrias dispusieron de un suministro de energía de mucha mayor calidad, lo que a su vez mejoró el bienestar de las personas.